# Bell 47J Ranger
Bell 47J Ranger là một loại trực thăng hạng nhẹ của Hoa Kỳ, do hãng Bell Helicopter chế tạo.

## Biến thể

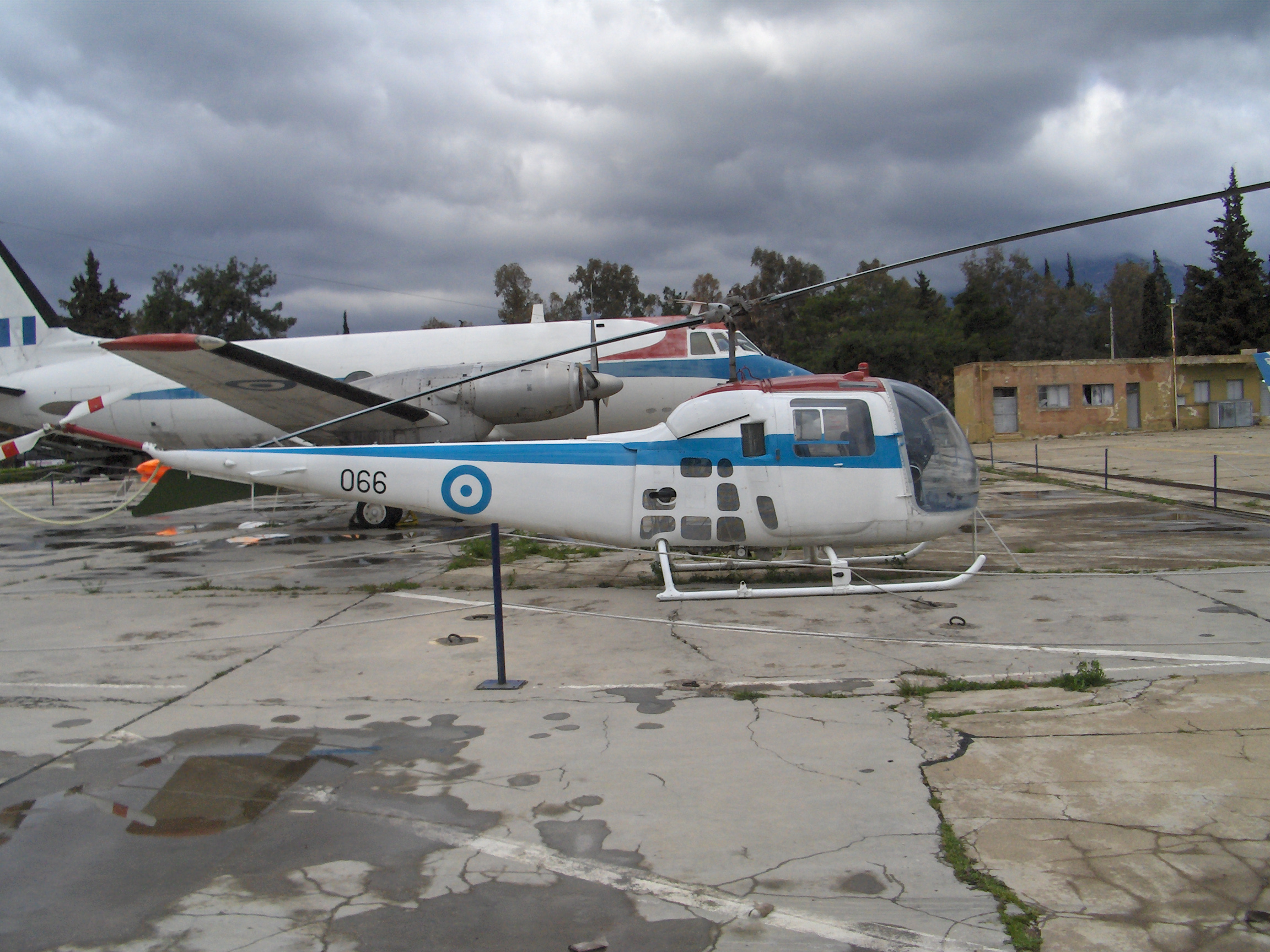
Agusta-Bell 47J Ranger tại Bảo tàng không quân Hy Lạp ở Dekelia (Tatoi), Athens, Hy Lạp

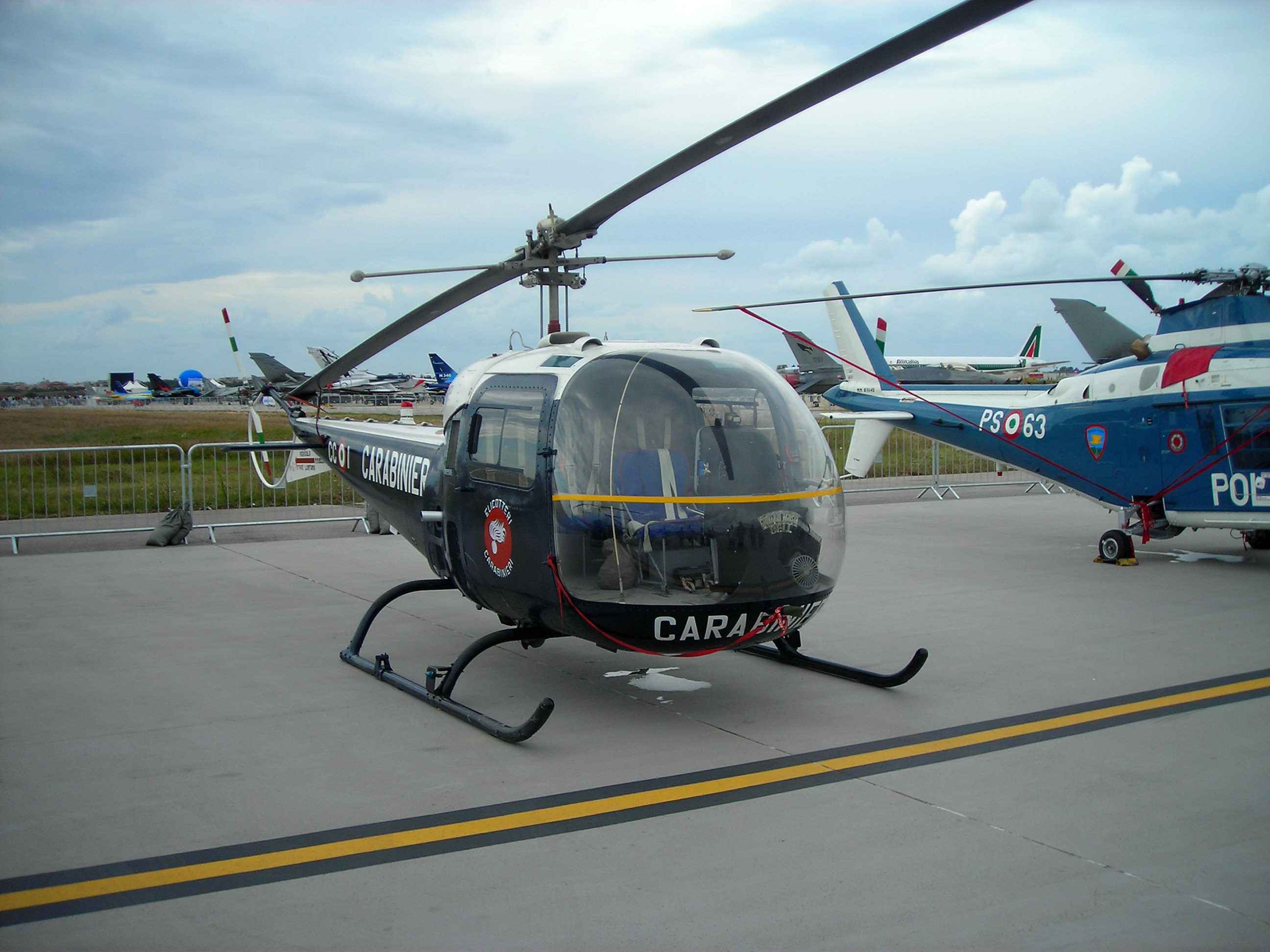
Agusta-Bell AB.47J3 Ranger của Italia tại Pratica di Mare AFB, Italy năm 2006

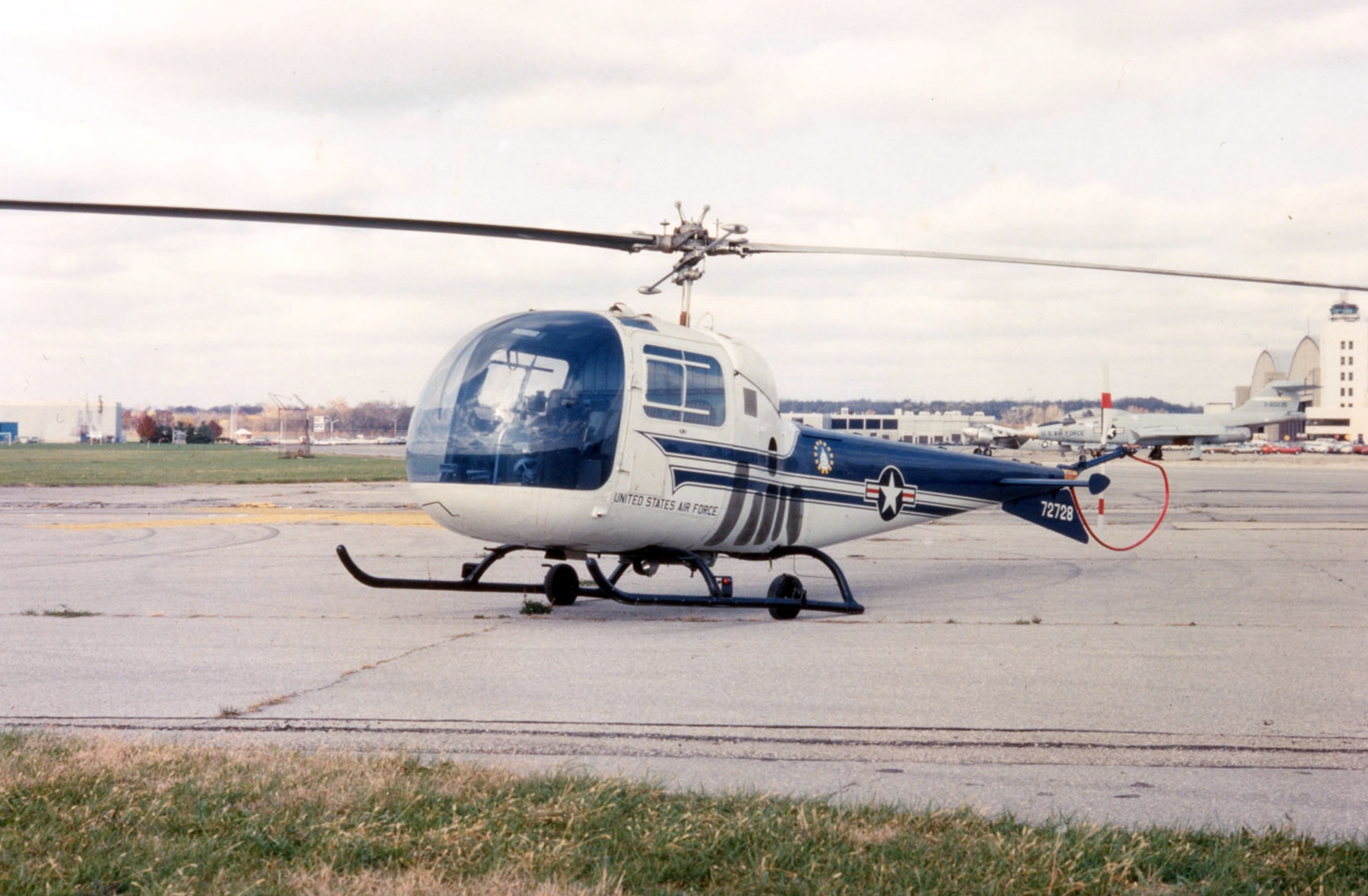
Bell UH-13J Sioux tại bảo tàng quốc gia không quân Hoa Kỳ

47J Ranger 135 chiếc.
4J-1 Ranger
47J-2 Ranger 104 chiếc.
47J-2A Ranger
47J-3
47J-3B1
47K
HUL-1
HUL-1G
HUL-1M
HUL-2
HTL-7
UH-13J
UH-13P
TH-13N
HH-13Q
UH-13R
Bell 47 AJ2

## Quốc gia sử dụng
Argentina
- Cảnh sát biển Argentina[2]

 Colombia
- Không quân Colombia[3]

 Hy Lạp
- Không quân Hy Lạp[4]

 Iceland
- Cảnh sát biển Iceland[4]

 Ý
- Không quân Italy[4]
- Carabinieri[5]
- Hải quân Italy [4]

 Tây Ban Nha
- Không quân Tây Ban Nha[6][7]

 Hoa Kỳ
- Không quân Hoa Kỳ[8]
- Bảo vệ Bờ biển Hoa Kỳ[9]
- Hải quân Hoa Kỳ[9]

## Tính năng kỹ chiến thuật (Bell 47J-2A)
Dữ liệu lấy từ Jane's All The World's Aircraft 1965–66
Đặc tính tổng quát
- Kíp lái: 1
- Sức chứa: 3 hành khách
- Chiều dài: 32 ft 5 in (9,87 m)
- Chiều cao: 9 ft 3 in (2,83 m)
- Trọng lượng rỗng: 1.833 lb (831 kg)
- Trọng lượng cất cánh tối đa: 2.950 lb (1.338 kg)
- Động cơ: 1 × Lycoming VO-540-B1B , 260 hp (190 kW)
- Đường kính rô-to chính:    37 ft 2 in (11,33 m)
- Diện tích rô-to chính: 1.085 foot vuông (100,8 m2)

Hiệu suất bay
- Vận tốc cực đại: 105 mph (169 km/h; 91 kn)
- Vận tốc hành trình: 91 mph (79 kn; 146 km/h)
- Tầm bay: 258 mi (224 nmi; 415 km)
- Trần bay: 11.000 ft (3.353 m)
- Vận tốc lên cao: 870 ft/min (4,4 m/s)